# Puente de la Integración de Acre
El Puente de la Integración de Acre (en portugués: Ponte da Integração Brasil–Peru) es un puente atirantado sobre el río Acre ubicado en la frontera entre Brasil y Perú, el puente tiene 240 metros y es parte de la carretera interoceánica peruano-brasilera. Es el segundo más largo de su tipo en el Perú, luego del Puente Bellavista. Posee cuatro carriles (dos en cada dirección) y veredas peatonales. Fue inaugurado el año 2006, y demandó una inversión superior a US$ 10 millones.

## Historia
El puente comenzó a construirse paralelamente con la carretera interoceánica peruano-brasilera y fue inaugurado el año 2006, y fue patrocinado por el gobierno federal del Estado de Acre y recibió fuertes críticas incluyendo del mismísimo presidente peruano de esa época Alejandro Toledo.

## Conexión e importancia

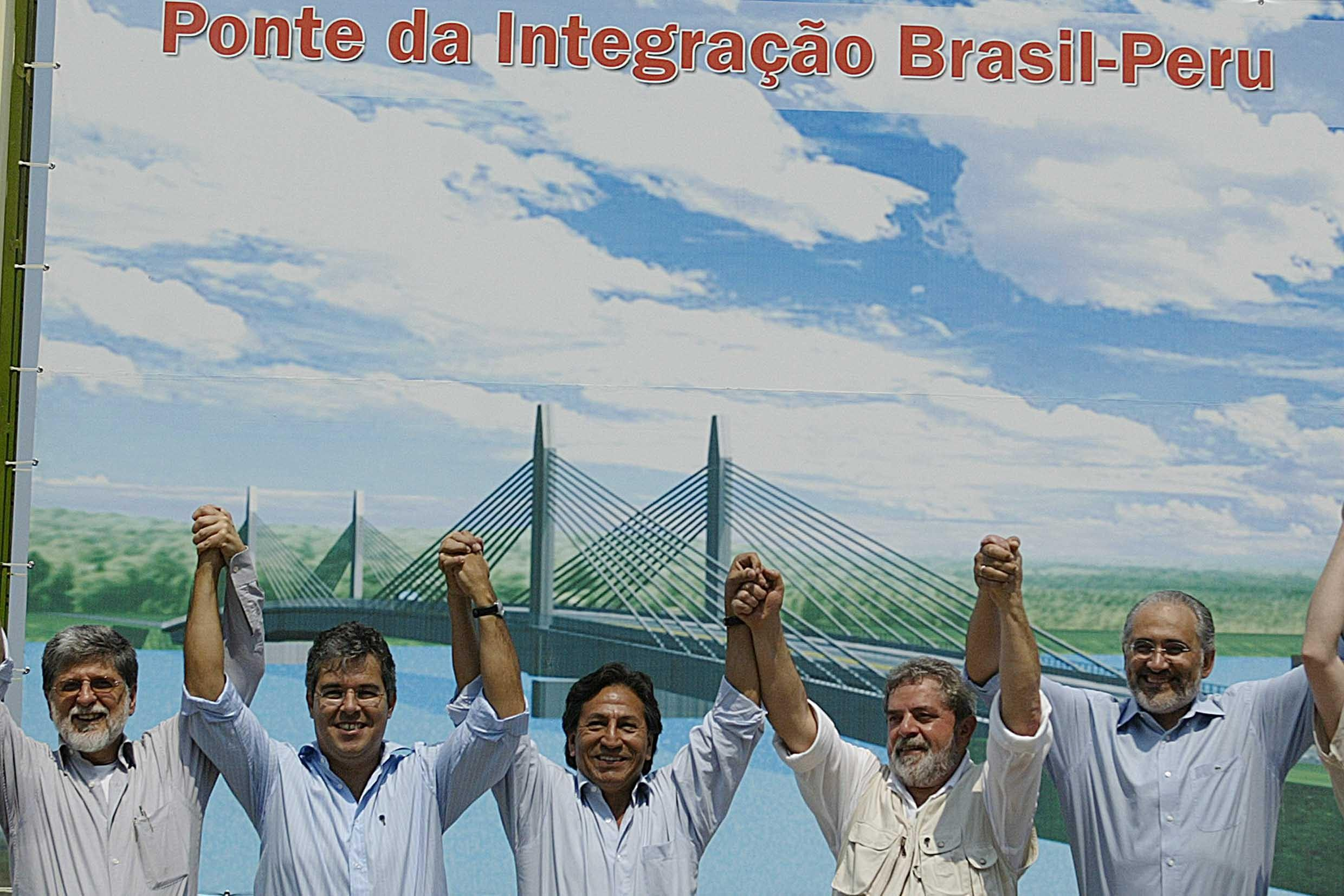
Los expresidentes Alejandro Toledo Manrique (Perú) e Luiz Inácio Lula da Silva (Brasil).

El puente tiene un tramo de 2.4 km entre la ciudad peruana de Iñapari en el Departamento de Madre de Dios y el municipio brasilero de Assis Brasil en el estado de Acre. El objetivo de la construcción del puente fue impulsar el comercio y la actividad turística entre los dos países, habilitando para Perú un acceso directo a los mercados del occidente brasileño, así como una nueva ruta hacia el África y Europa por medio del Océano Atlántico, mientras que para Brasil se constituirá en una salida más directa hacia el Océano Pacífico a los mercados asiáticos. 
La inauguración contó con la presencia los expresidentes Alejandro Toledo de Perú y Lula da Silva de Brasil y como invitado el entonces presidente Eduardo Rodríguez Veltzé de Bolivia. Los turistas nacionales, regionales y locales de ambos países utilizan el puente para pasar de un lado al otro por diferentes ámbitos, los peruanos pueden visitar la ciudad de Assis Brasil (Brasil) y varias veces se quedan dentro del estado de Acre para poder adquirir productos brasileros como el zapallo (calabaza) y otros productos que son utilizados para la alimentación , la limpieza y artefactos; mientras que los brasileros utilizan el puente para poder realizar recorridos para visitar la ciudad imperial del Cuzco y la costa peruana y además para adquirir algunos productos alimenticios que son más cómodos que en su lugar de origen, el puente es visitado todos los meses del año por diferentes tipos de visitantes desde tempranas horas del día hasta la noche.

## Galería de imágenes

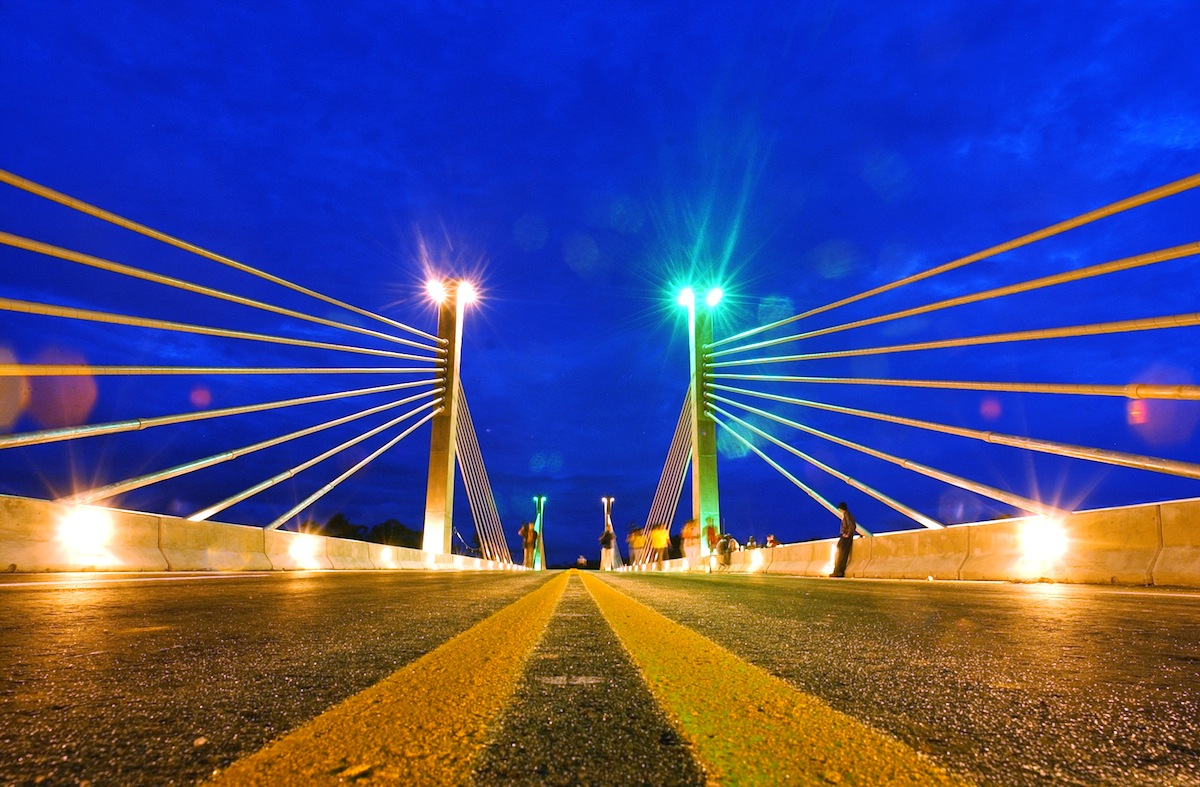
Atardecer en el puente.
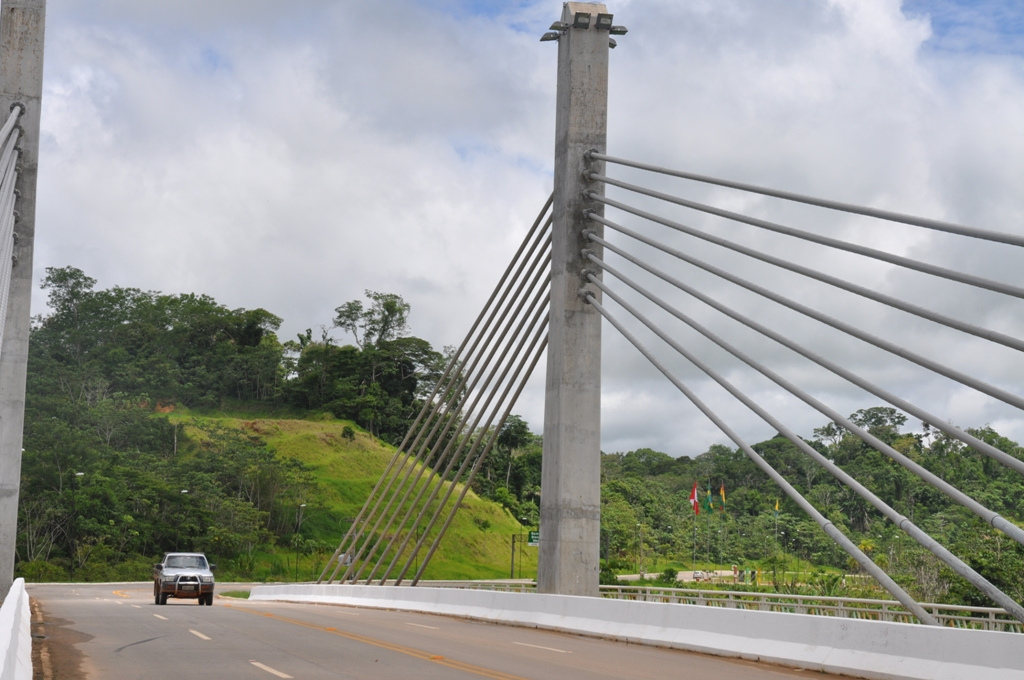
Tránsito en el puente.
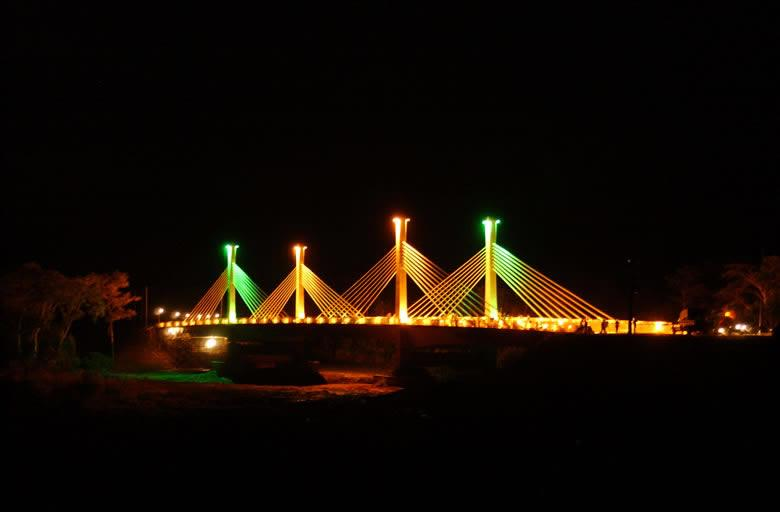
Vista nocturna.